# Mikołaj (Dutka)
Mikołaj, imię świeckie Nikołaj Iwanowicz Dutka (ur. 23 maja 1966 w Czerniowcach) – biskup Rosyjskiego Kościoła Prawosławnego.

## Życiorys
W 1983 ukończył średnią szkołą ogólnokształcącą. Śpiewał w chórze soboru św. Mikołaja w Czerniowcach i był hipodiakonem arcybiskupa czerniowieckiego Warłaama. Od 1984 do 1986 odbywał zasadniczą służbę wojskową. Po jej zakończeniu wrócił do Czerniowców i został zatrudniony w kancelarii eparchialnej, był również hipodiakonem biskupa Antoniego. W 1987 z jego rekomendacji podjął naukę w moskiewskim seminarium duchownym, w trybie zaocznym. Ukończył ją trzy lata później. Jeszcze jako słuchacz seminarium, w 1989, wstąpił jako posłusznik do ławry Troicko-Siergijewskiej.
3 stycznia 1991 złożył wieczyste śluby mnisze przed namiestnikiem Ławry, archimandrytą Teognostem, przyjmując imię Mikołaj na cześć świętego Mikołaja Wyznawcy. 7 maja tego samego roku arcybiskup chersoneski Walenty wyświęcił go na hierodiakona.
W 2002 został skierowany do pracy duszpasterskiej w eparchii władywostockiej. W tym samym roku jej zwierzchnik, biskup Beniamin, udzielił mu święceń kapłańskich, kierując go do pracy w soborze Zaśnięcia Matki Bożej we Władywostoku, a następnie do cerkwi św. Serafina z Sarowa w tym samym mieście. Od 2008, kontynuując pracę w tejże cerkwi, był proboszczem cerkwi Kazańskiej Ikony Matki Bożej w Nachodce. Kontynuował również studia teologiczne w trybie zaocznym, na Kijowskiej Akademii Duchownej.
27 lipca 2011 Święty Synod Rosyjskiego Kościoła Prawosławnego nominował go na biskupa nachodzkiego i prieobrażeńskiego, pierwszego ordynariusza nowo powstającej eparchii wydzielonej z eparchii władywostockiej. Jego chirotonia biskupia odbyła się w soborze Trójcy Świętej w Magadanie 1 września 2011. W charakterze konsekratorów wzięli w niej udział patriarcha moskiewski i całej Rusi Cyryl, metropolita sarański i mordowski Warsonofiusz, arcybiskupi władywostocki i nadmorski Beniamin, tomski i asinowski Rościsław, chabarowski i nadamurski Ignacy, czelabiński i złatoustowski Teofan, biskupi magadański i siniegorski Guriasz, kostanajski i pietropawłowski Anatol, bielski i faleszteński Marceli, sołniecznogorski Sergiusz.